# 142084 Jamesdaniel
142084 Jamesdaniel este un asteroid din centura principală de asteroizi.

## Descriere
142084 Jamesdaniel este un asteroid din centura principală de asteroizi. A fost descoperit pe 29 august 2002 la Wrightwood de James Whitney Young. Asteroidul prezintă o orbită caracterizată de o semiaxă mare de 2,38 ua, o excentricitate de 0,18 și o înclinație de 0,8° în raport cu ecliptica.